# Fish Inn
『Fish Inn』（フィッシュ・イン）は、日本のロックバンドであるザ・スターリンの4枚目のオリジナル・アルバム。
1984年11月20日にB.Q.レコードよりリリースされた。前作『虫』（1983年）よりおよそ1年7か月ぶりにリリースされた作品であり、作詞は遠藤みちろうで作曲および編曲はザ・スターリン名義、またザ・スターリンと加藤正文の共同プロデュースとなっている。
遠藤としては初のソロアルバム『ベトナム伝説』（1984年）を挟んでリリースされた通算4枚目であり、遠藤が設立したインディペンデント・レーベルのB.Q.レコードよりリリースされた。メンバーはギターにALLERGYの小野昌之、ベースにヒゴ・ヒロシを迎え音楽性を新たにした一枚。一曲あたりの時間も前作までのように一分、二分で速射砲のように畳み掛けるような構成ではなく、五分以上ある楽曲が多くを占めている。
本作はオリコンアルバムチャートでは最高位第23位となった。本作リリース後の1985年1月15日にザ・スターリンは解散を表明したため、ザ・スターリンとしては最後のオリジナル・アルバムとなった。1986年にはビル・ラズウェルおよびロバート・ムッソプロデューズによるリミックス・アルバムがリリースされた（後述）。

## 背景
前作『虫』（1983年）リリースと前後する形で行われた3月5日および6日の千葉ダンシングマザース公演を最後に、ギターのタムおよびドラムスの中田ケイゴが脱退。代わりに名古屋で活動していたパンクバンド「OXYDOLL」に所属していたギターの良次雄およびドラムスの中村達也が加入。アルバムを受けてのツアーを行っていたが、同年6月11日に明治学院大学公演を最後に良次雄および中村が脱退、後年になって遠藤はこの段階を以って「実質的なザ・スターリンの終焉」であったと発言している。音楽誌『ヤングセンス』においても〈現在、スターリンは解散状態になっているらしい。ミチロウ以外のメンバーが全員、チェンジするようだ。ということで、ここしばらくスターリンの活動はお休み〉という記事が掲載された。活動休止の理由について遠藤は「動脈硬化」と表現し、スターリンはバンド名ではなく遠藤の活動そのものの事であると発言、自身が納得できる状況でなくなったためであると述べた。
以降では8月1日には遠藤によるソノシート付きマガジン『ING'O!』の創刊や、『宝島』の10月号において、遠藤と糸井重里の対談が掲載されるなどソロでの活動がメインとなる。9月7日には京都大学西部講堂にて非常階段との合体ユニット「スター階段」としての公演を実施、ドラムスは乾純（イヌイ・ジュン）、ギターは尾形テルヤが担当した。1983年夏に遠藤は乾に対して非常階段との共演イベントライブへの出演を打診し、非常階段を愛好していた乾は快諾することになった。ザ・スターリンと非常階段による混成ユニット「スター階段」として久しぶりにステージに登場した乾であったが、その後遠藤から「もう一度、一緒にやれないか。スターリンはジュンちゃんとオレで作ったバンドだ。名前もいっしょに考えた。スターリンはメディアそのものだ。オレだけが使うものではない、ジュンちゃんもスターリンをメディアとして考えてほしい。使えるところは使っていってほしい」と再加入の打診を受けた。遠藤はバンドが固定のメンバーで演奏するという概念がビートルズですでに崩壊していると主張しており、ザ・スターリンをバンドではなくメディアとして利用することを持ち掛けられた乾は関心を示したもののすぐに承諾することが出来なかったという。乾は当時活動に行き詰まっていたザ・スターリンに自身が参加する意義について悩んでいたものの、やり残したことがあったことに気付き打診から10日程度後にザ・スターリンへの再加入を了承することになった。乾はアルバム『STOP JAP』（1982年）において達成できなかったことやそれまでとは全く異なるコンセプトのアルバムを制作し、それを基に世界進出するという目標を持っていた。
12月にはベースの杉山晋太郎が脱退、代わりにギターのJUN-BLEED、ベースの尾形、ドラムスとして乾が加入した。杉山の脱退について遠藤は2013年に雑誌『ペキンパー VOL.4』において、「パンク&ハードコアのスターリンは杉山晋太郎。晋太郎がいなくなった時点でスターリンは終わったんだなと思う。なんだかんだいって杉山晋太郎が一番スターリンだったんですよ」と述べている。またザ・スターリンに復帰した乾であったが遠藤の期待には沿うことが出来ず、後年「復帰のときふと思った、辞めた者の復帰はウマくいかんないんじゃないか、という予感は現実になる」と述べている。これまでは遠藤が設立した音楽事務所である「STOIC PRESENTS」がマネジメント業務を行っていたが、同時期に徳間ジャパンを退職した加藤正文と共に遠藤は「オフィスBQ」（「BQ」とは「B級]の意味）を設立した。同時期に遠藤は自主出版のソノシート・マガジン『ING'O』を発行し、当時の遠藤は音楽活動よりも『ING'O』の発行に注力していたという。翌1984年3月17日の清水BOWIE公演を最後にJUN-BLEEDが脱退し、代わりにギターとして元INUに所属していた北田昌宏が加入。北田はP-MODEL所属の平沢進と共に遠藤がバンド結成前に制作したフォークソングである「飢餓飢餓帰郷」のアレンジ・バージョンを手掛け、その音源はソノシート・マガジン『ING'O』の第5号においてリリースされたがこれが切っ掛けとなりザ・スターリンに参加することになった。4月10日には遠藤のソロ作品『ベトナム伝説』がリリースされ、5月にはザ・スターリンの曲「Chicken Farm Chicken」が収録されたオムニバス・アルバム『Welcome to 1984』がアメリカ合衆国にてリリースされた。6月3日の横浜国立大学公演では平沢もゲスト出演したが、同公演を最後に北田と尾形が脱退した。北田と乾は同郷で旧知の仲であったため遠藤のいないところで音作りを行っていたが、その友情がバンド活動の妨げになると考えた遠藤から非難された結果脱退することになった。7月1日には新たに設立した自主制作レーベル「B.Q.レコード」より遠藤のソロシングル「仰げば尊し」がリリースされた。9月14日には前年5月以来1年4か月ぶりとなる2度目の後楽園ホール公演を行った。同公演では遠藤に会うために川崎徹やなぎら健壱、蜷川幸雄が楽屋を訪れており、また吉本隆明から祝電が届けられた。

## 録音、制作
本作のコンセプトは遠藤によるアルバム『虫』の表題曲のような「おどろおどろしい世界」を広げたいという意向と、乾によるパブリック・イメージ・リミテッドのような重い16ビートでその世界観を表現するという方向性で制作が行われることになった。同コンセプトの実現には元ミラーズ所属のベーシストであるヒゴ・ヒロシが必要であると遠藤および乾、加藤の3名の意見が一致し、ヒゴは自身が当時所属していたチャンス・オペレーションに乾が参加することを条件に了承することになった。またALLERGY所属の小野昌之（小野マサユキ）がギタリストとして参加することになり、小野はザ・スターリンとALLERGYを掛け持ちする形になった。曲作りは阿佐ヶ谷のスタジオにおいて行われ、乾は借りたベースを使用して「T-Legs」の作曲を行った。
レコーディングは1984年にマグネット・スタジオにて行われた。前作に参加していたメンバーは遠藤を除いて全員脱退しており、小野（ギター）、乾（ドラムス）、ヒゴ（ベース）という新たなメンバーによる演奏でレコーディングが行われた。本作収録曲である「廃魚」や「Fish Inn」は何度も構成の練り直しが行われており、またそれまでと異なる音楽性のアルバムを制作するためレコーディングの際には緊張感が漂っていたと乾は述べている。本作のレコーディングではドンカマチックが排除されたため、乾はヘッドホンを使用するこなくドラムス演奏を行うことが出来たと述べている。しかし遠藤による歌詞がまだ完成していなかったため初めにギターおよびベース、ドラムスによるカラオケを制作することになったが、本作のすべての収録曲が「バラ録り」に向いておらず、繰り返しの演奏が多いことから全員自身の演奏を数えながらのレコーディングとなった。カラオケのレコーディングは1週間ほどで完了し、その後遠藤による歌入れが行われ最終的な音の確認もメンバー全員で行ったという。

## 音楽性とテーマ
本作を制作した時期に遠藤はパンク・ロックからの離脱を想定しており、『虫』ツアーのあとにザ・スターリンを解散させるつもりで制作したのが本作であるという。そのため本作のテーマは「スターリンをいかに殺すか」であり、音楽性はサイケデリック・ミュージックに傾倒、自身の資質を全てさらけ出す事で「今までのスターリンが殺される部分というのはすごいある」と遠藤は述べている。本作ではザ・スターリンでは表現しなかった遠藤の資質を全て引き出す事を目的としていたが、一部の曲では「横道に反れた」と遠藤は発言している。「バイ・バイ "ニーチェ" 」は5拍子という変則的な構成の楽曲であり、「アクマデ憐レム歌」において4ビートの随所にジャズのスタンダート・ナンバーである「A列車で行こう」（1941年）などのテーマを導入するアイデアは、小野やヒゴのアドリブが採用されたものであると乾は述べている。
また前作で掲げた「タンク・ロック（短句ロック）」に関しては音楽の様式として新しいものと遠藤は捉えていたが、実際には遠藤にとってそこまでの斬新さはなく、「グロテスク・ポップ」とこの時期に言い換えている。さらに本作収録曲の内、「バイ・バイ "ニーチェ" 」のみがタンク・ロックであると遠藤は発言している。他にも遠藤は「パンク」の終焉に関して発言しており、「メディアとして、パンクというのはこうですねと言い切れるようになったとき、その使命が終わった」、「パンクがウケて、凄くなってきて、それで世の中で変わるんだっていう雰囲気は全然感じられない」と述べ、本作収録曲「アクマデ憐レム歌」の歌詞にある「訳の分かったためしがないだろう」という部分が実感であると述べている。
後に遠藤はソロ作品『ベトナム伝説』制作時からジョイ・ディヴィジョンやバウハウスを好んで聴くようになったと語り、それらのバンドの音が本作に反映される事となった。また、元々ドアーズやパティ・スミスを愛聴していた事もあり、前作までのパンクロックサウンドは自身の好みではなく、突然変異的に制作されたものであったとも語っている。本作の音楽性に関していぬん堂は2003年のリマスター版『Fish Inn (リミックス盤)』のライナーノーツにて、「『虫』で見せた重厚なサウンドをさらに発展させた重くのしかかるような楽曲群」と表現している。

## リリース
本作は1984年11月20日にB.Q.レコードより、LPにてリリースされた。その際にB.Q.レコードによる通信販売および一部店舗の販売においてのみ特典として、「バキューム」および「解剖室」の新録音バージョンが収録されたソノシートが付属された。前述の2曲はアルバム『trash』（1981年）に収録されていた曲であるが、同ソノシートには本作参加メンバーにより新たに録音された音源が収録され、また「バキューム」は歌詞が『trash』収録のものと異なっている。この音源は、後にコンピレーション・アルバム『STALINISM』（1987年）に収録された。本作は当時の広告によれば45回転の12インチシングルとしてリリースされることが告知されていたが、最後に制作された10分を超える長尺の楽曲「Fish Inn」を追加しアルバムとしてリリースされることになった。
1986年12月21日にはビル・ラズウェルプロデュースによってリミックス版が『Fish Inn (リミックス盤)』としてリリースされた（後述）。2005年4月25日にはインディペンデント・レーベルのSS RECORDINGSより、24ビットデジタルリマスタリングの紙ジャケット仕様にて初CD化されて再リリースされた。2005年の再リリース盤はLPからの盤起こしによって制作されていたことが起因し「バイ・バイ "ニーチェ"」の1番部分で針飛びが発生しており、一部音がカットされた状態でリリースされていた。これに対応する形でSS RECORDINGSは希望者に針飛びのないセカンドプレスのCDを送付することで事態を収拾することになった。
2024年6月5日にはリリース40周年を記念した復刻版『Fish Inn - 40th Anniversary Edition -』としてLPおよびCDで再リリースされた。2024年の再リリース盤は盤起こしではなく40年振りに再生されたと思われるマスターテープからの完全復刻となっており、定価を当時のリリース価格である2000円に近い金額設定にし、また特典であったソノシート音源の2曲を単独でCD化するなど当初のリリース形態に近い形でのリリースとなった。

## ツアー
本作リリース前の1984年9月14日の後楽園ホール公演において本作収録曲の中から「Fish Inn」を除く5曲はすでに演奏されており、「T-Legs」および「アクマデ憐レム歌」は仮の歌詞で歌唱されていた。2024年リリースの『Fish Inn - 40th Anniversary Edition -』のライナーノーツにおいていぬん堂は、同公演の演奏時と本作に収録されたバージョンでは全く異なる仕上がりになっていたと述べている。
また本作を受けてのコンサートツアー「Fish Innツアー」はリリース日と同日の11月20日に京都大学西部講堂公演から開始され、12月29日から31日までの新宿ロフトでの3日間連続公演まで20都市全22公演が行われた。九州においては全6回、四国においては全3回の公演が行われ、毎回セットリストを変更していたと乾は述べている。高松市における公演の際に地元の高校生に「セルフうどん屋」にメンバーは案内されたが、その高校生の中にDOMMUNE主催の宇川直宏がいたらしいと乾は述べている。最終日の公演後、新宿ロフトにおいて内輪向けのパーティーが行われ、乾は小野とデュエットで歌いそれを聴いたスタッフの安江水伊那は絶賛し、「来年からはみっちゃん（遠藤）をクビにしてジュンちゃんがヴォーカルの新生スターリンだ!」と述べていたという。
ツアー最終日には遠藤はライブMCにて「スターリンはこれで終わりだ!」と発言し、翌1985年1月15日を以ってザ・スターリンは解散した。解散の理由としては、本作の音楽性に納得しないファンからパンク性を常に求められた事、バンドメンバーも既にパンクから脱却したがっていた事、そして遠藤は同じような音楽性のアルバムを2度出したくないとの思いが強く、ザ・スターリンというバンド名を掲げての活動維持は困難であるとの判断によって解散となった。また遠藤は乾が復帰した状態でコンサートツアーを行ってみたところ2人の方向性が異なることを確認したと述べており、遠藤はザ・スターリンを歌がメインとなるバンドにしようとする意志があったものの、乾は歌を音の一部として扱う方向性に向かっていることがツアー中に感じられたため、今さらザ・スターリンのイメージを塗り替えることに乗り気ではなかったことや乾と離れるのであればザ・スターリンとして活動する必要がないと判断したため解散を選択することになった。2月21日には調布市の大映スタジオにてラストライブが行われ、ライブの模様は後にライブアルバム『FOR NEVER』、ライブビデオ『絶賛解散中!!』としてリリースされた。

## リミックス盤
『Fish Inn (リミックス盤)』（フィッシュ・イン - りみっくすばん）は、日本のロックバンドであるザ・スターリンによる4枚目のアルバム『Fish Inn』のリミックス盤。
1986年12月21日にジャパンレコーズよりリリースされた。ザ・スターリンは1985年2月21日の大映スタジオでのラスト・ライブを以って解散していたが、解散から1年10ヶ月後に本作はリリースされた。同バンドの通算4枚目のアルバム『Fish Inn』（1984年）を、アメリカの音楽プロデューサーであるビル・ラズウェルおよびロバート・ムッソがリミックスした作品であり、リリース当初はラズウェルが初めて日本のロック・バンドの作品をプロデュースしたことで話題となった。リミックスに際してはソニー・シャーロックのギターが加えられ、アレンジャーとして難波弘之も参加している。また、一部、遠藤のボーカルも録音し直され、歌詞も変更されている。

### 背景、録音
ザ・スターリン解散後、ソロ・アルバム『THE END』（1985年）をリリースした遠藤ミチロウは、その後にグロテスク・ニュー・ポップ (G.N.P.) というコンセプトを掲げ、Michiro, Get the help!の名義で『オデッセイ・1985・SEX』（1985年）をリリース。1986年5月21日にはゲイノー・ブラザーズを率いてのソロ・アルバム『破産』（1986年）、7月21日にはソロとしては初のビデオ作品となる『Hysteric to Eden』をリリースした。そんな折、遠藤は『Fish Inn』オリジナル盤のミックスが気に入らず、嘗てパブリック・イメージ・リミテッドの楽曲のリミックスを手掛け、全く印象の違う曲に変えてしまったビル・ラズウェルに依頼したいと冗談半分で語ったところ、意外にも了承を得られることとなった。これは、ラズウェルのバンドであるラスト・イグジットの作品を、日本では徳間ジャパンが発売していたことから実現した。ラズウェルは偶然にも来日した際に、本作のオリジナル盤をジャケットが気に入ったために入手していた。そのため、「このアルバムなら知っている」とスムーズにリミックス作業に取り掛かることとなった。
本作のレコーディングおよびリミックス作業は1986年10月中旬に銀座にある音響ハウスにて行われた。オリジナル版の参加メンバーは遠藤の他に小野マサユキ（ギター）、イヌイ・ジュン（ドラムス）、ヒゴ・ヒロシ（ベース）であったが、本作ではラズウェルがベースを担当、さらにジミ・ヘンドリックスの師匠筋にあたるソニー・シャーロックがギターを担当している。また、一部の曲は歌詞が変更され歌入れも行われた。ラズウェルが行った作業はリミックスというよりもリコンストラクションに近いものであり、ラズウェルは製作総指揮以外にも自らベースを演奏、「Fish Inn」は難波弘之がアレンジを担当、レコーディング・エンジニアはラズウェルの片腕であるロバート・ムッソが担当している。

### リリース
リミックス盤は1986年12月21日にジャパンレコーズより、LP、CDの2形態でリリースされた。1990年7月25日、1999年5月26日にCDのみ再リリースされている。2003年10月22日には初めてデジタル・リマスタリングされ、紙ジャケット仕様、ボーナストラックが1曲収録された形で再リリースされた。ボーナストラックの「ワルシャワの幻想」は1984年12月29日の新宿ロフトでのライブ音源から収録されている。2015年6月17日にはSHM-CD仕様で再リリース、2016年7月13日にはアナログ盤として再リリースされた。

## 批評
| 専門評論家によるレビュー          | 専門評論家によるレビュー |
| レビュー・スコア                  | レビュー・スコア         |
| 出典                              | 評価                     |
| --------------------------------- | ------------------------ |
| ザ・スターリン伝説 （掟ポルシェ） | 否定的 （オリジナル盤）  |
| CDジャーナル                      | 肯定的 （リミックス盤）  |
| e-onkyo music （小野島大）        | 肯定的 （リミックス盤）  |

オリジナル盤に対する評価として音楽本『ザ・スターリン伝説』にてミュージシャンの掟ポルシェは、音楽性については「過激であったスターリンが頭を使って小難しい事をやろうとしてるみたい」と表現し、当時の自身と周囲の状況を振り返った上で「子供から見たらツマラナく見えちゃうじゃないですか。で、みんな家にあったスターリンのTシャツを押入れにしまい始めちゃって。実際、『ビデオスターリン』の時期とかって、スターリン聴いているってこと自体恥ずかしくなって」と述べている。また、遠藤の存在自体を「パンクは死んだって言ったジョン・ライドンのようにあいつもパンクを捨てたんだみたいな感じで、裏切り者だって子供心にそう思いましたね」と本作と当時の遠藤の活動に関して否定的に評価した。
リミックス盤のサウンド面に対する批評家達からの評価は概ね肯定的なものとなっており、音楽情報サイト『CDジャーナル』ではリミックスによる音の変化に関して「原曲の世界にビル・ラズウェルとソニー・シャーロックが参加したという程度」と指摘しているが、「マテリアルのリ・プロデュースによって〈現在音楽〉として蘇った」、「音の密度は充実している」と完成度の高さを肯定的に評価、音楽配信サイト『e-onkyo music』において音楽ライターの小野島大は、オリジナル盤の問題点を「平板でメリハリがなく、音像もぼやけて分離も悪いという音質面の弱点」であると主張し、リミックス盤ではその点が補われた上で「オリジナルの良さを損なわない程度に適度な化粧を施すことで、オリジナルの良さをブラッシュアップした内容となっている」と述べ、さらにリミックス盤が「『FISH INN』プロジェクトの決定版、としても差し支えないだろう」と肯定的に評価した。

## 収録曲

### オリジナル盤
- CDジャケット内側に記載されたクレジットでは全作詞が遠藤みちろう、作曲および編曲はザ・スターリンと記載されているが[38]、ライブ・アルバム『FOR NEVER』（1985年）および『I was THE STALIN〜絶賛解散中〜完全版』（2012年）において記載された作曲者名は個別に表記する。

| #         | タイトル                               | 作詞         | 作曲         | 編曲           | 時間  |
| --------- | -------------------------------------- | ------------ | ------------ | -------------- | ----- |
| 1.        | 「廃魚」                               | 遠藤みちろう | 遠藤みちろう | ザ・スターリン | 4:36  |
| 2.        | 「M-16（マイナー・シックスティーン）」 | 遠藤みちろう | 遠藤みちろう | ザ・スターリン | 4:46  |
| 3.        | 「T-Legs」                             | 遠藤みちろう | 乾純         | ザ・スターリン | 6:42  |
| 4.        | 「バイ・バイ "ニーチェ" 」             | 遠藤みちろう | 遠藤みちろう | ザ・スターリン | 2:42  |
| 合計時間: | 合計時間:                              | 合計時間:    | 合計時間:    | 合計時間:      | 18:46 |

| #         | タイトル             | 作詞         | 作曲         | 編曲           | 時間  |
| --------- | -------------------- | ------------ | ------------ | -------------- | ----- |
| 5.        | 「アクマデ憐レム歌」 | 遠藤みちろう | 遠藤みちろう | ザ・スターリン | 6:13  |
| 6.        | 「Fish Inn」         | 遠藤みちろう | 遠藤みちろう | ザ・スターリン | 10:09 |
| 合計時間: | 合計時間:            | 合計時間:    | 合計時間:    | 合計時間:      | 16:22 |

| #         | タイトル       | 作詞         | 作曲         | 編曲           | 時間 |
| --------- | -------------- | ------------ | ------------ | -------------- | ---- |
| 1.        | 「バキューム」 | 遠藤みちろう | 遠藤みちろう | ザ・スターリン | 2:10 |
| 2.        | 「解剖室」     | 遠藤みちろう | 遠藤みちろう | ザ・スターリン | 2:02 |
| 合計時間: | 合計時間:      | 合計時間:    | 合計時間:    | 合計時間:      | 4:12 |

### リミックス盤
- CD付属の歌詞カードに記載されたクレジットでは全作詞は遠藤みちろう、作曲はThe STALINと記載されているが[41]、ライブ・アルバム『FOR NEVER』および『I was THE STALIN〜絶賛解散中〜完全版』において記載された作曲者名は個別に表記する。

| #         | タイトル                                       | 作詞         | 作曲         | 編曲       | 時間  |
| --------- | ---------------------------------------------- | ------------ | ------------ | ---------- | ----- |
| 1.        | 「廃魚」(HAIGYO)                               | 遠藤みちろう | 遠藤みちろう | The STALIN | 4:48  |
| 2.        | 「M-16（マイナー・シックスティーン）」(M-16)   | 遠藤みちろう | 遠藤みちろう | The STALIN | 4:49  |
| 3.        | 「T-Legs」(T-LEGS)                             | 遠藤みちろう | 乾純         | The STALIN | 6:42  |
| 4.        | 「バイ・バイ "ニーチェ"」(BYE BYE "NIETZSCHE") | 遠藤みちろう | 遠藤みちろう | The STALIN | 2:45  |
| 合計時間: | 合計時間:                                      | 合計時間:    | 合計時間:    | 合計時間:  | 19:04 |

| #         | タイトル                                  | 作詞         | 作曲         | 編曲                 | 時間  |
| --------- | ----------------------------------------- | ------------ | ------------ | -------------------- | ----- |
| 5.        | 「アクマデ憐レム歌」(AKUMADE AWAREMU UTA) | 遠藤みちろう | 遠藤みちろう | The STALIN           | 6:15  |
| 6.        | 「Fish Inn」(FISH INN)                    | 遠藤みちろう | 遠藤みちろう | The STALIN、難波弘之 | 10:43 |
| 合計時間: | 合計時間:                                 | 合計時間:    | 合計時間:    | 合計時間:            | 16:58 |

| #         | タイトル                                                    | 作詞         | 作曲         | 編曲           | 時間  |
| --------- | ----------------------------------------------------------- | ------------ | ------------ | -------------- | ----- |
| 6.        | タイトルなし                                                | 遠藤みちろう | 遠藤みちろう | ザ・スターリン |       |
| 7.        | 「ワルシャワの幻想（未発表ライブ）」(1984.12.29@新宿ロフト) |              |              |                | 9:53  |
| 合計時間: | 合計時間:                                                   | 合計時間:    | 合計時間:    | 合計時間:      | 46:07 |

## スタッフ・クレジット

### オリジナル盤
- CDジャケット内側に記載されたクレジットを参照[38]。

#### THE STALIN
- 遠藤ミチロウ – ボーカル
- 小野マサユキ – ギター
- イヌイ・ジュン – ドラムス
- ヒゴ・ヒロシ (from CHANCE OPERATION) – ベース

#### スタッフ
- ザ・スターリン – プロデュース
- 加藤正文 – プロデュース
- 西秀男 – エンジニア
- 斉藤陽一 – ジャケット写真
- 安江水伊那 – 内ジャケット写真
- ミチロウ – ジャケット・デザイン
- ディスクポート西武 – 協力
- 柴晃浩（TEMASマスタリングスタジオ） – リマスタリング・エンジニア（2024年リリース盤）[22]

### リミックス盤
- CD付属の歌詞カードに記載されたクレジットを参照[41]。

#### THE STALIN
- 遠藤ミチロウ – ボーカル
- 小野マサユキ – ギター
- イヌイ・ジュン – ドラムス
- ヒゴ・ヒロシ – ベース

#### 参加ミュージシャン
- ビル・ラズウェル – 6弦ベース
- ソニー・シャーロック – ギター
- 難波弘之 – キーボード

#### スタッフ
- 西秀男 – レコーディング・エンジニア
- 原正一 – レコーディング・エンジニア
- ロバート・ムッソ – ミックス・エンジニア
- 福田幸浩 – テープ・オペレーター
- 小林光晴 – マスタリング・エンジニア
- 加藤正文（B.Q.レコード） – マネージメント
- ロジャー・トリリング – マテリアル (バンド)／ラスト・イグジット アドミニストレーション
- 稲岡邦弥 – プロダクション・アレンジメント
- さかもとかつよし – プロダクション・アレンジメント
- 遠藤ミチロウ – ジャケット・デザイン
- 増田剛 – ジャケット・デザイン、写真撮影
- 安江水伊那 – 写真撮影

## リリース日一覧
| No. | リリース日     | 種類         | レーベル                       | 規格         | カタログ番号               | 備考                                                                    | 出典          |
| --- | -------------- | ------------ | ------------------------------ | ------------ | -------------------------- | ----------------------------------------------------------------------- | ------------- |
| 1   | 1984年11月20日 | オリジナル盤 | B.Q.レコード                   | LP           | BQL-1 BQS-1S（ソノシート） | 予約特典として「バキューム」「解剖室」の2曲収録ソノシート付属           | [ 42 ] [ 22 ] |
| 2   | 1986年12月21日 | リミックス盤 | 徳間ジャパン／ジャパンレコーズ | LP           | 28JAL-3079                 |                                                                         |               |
| 3   | 1986年12月21日 | リミックス盤 | 徳間ジャパン／ジャパンレコーズ | CD           | 32JC-211                   |                                                                         |               |
| 4   | 1990年7月25日  | リミックス盤 | 徳間ジャパン／WAX RECORDS      | CD           | TKCA-30105                 |                                                                         | [ 43 ] [ 44 ] |
| 5   | 1999年5月26日  | リミックス盤 | 徳間ジャパン／WAX RECORDS      | CD           | TKCA-71613                 | デジパック仕様                                                          | [ 37 ] [ 45 ] |
| 6   | 2003年10月22日 | リミックス盤 | 徳間ジャパン／ジャパンレコーズ | CD           | TKCA-72602                 | デジタルリマスタリング盤、紙ジャケット仕様、ボーナストラック1曲追加収録 | [ 46 ] [ 47 ] |
| 7   | 2005年4月25日  | オリジナル盤 | SS RECORDINGS                  | CD           | SS-503                     | 24ビット・デジタル・リマスタリング盤、紙ジャケット仕様                  | [ 48 ] [ 22 ] |
| 8   | 2015年6月17日  | リミックス盤 | 徳間ジャパン／WAX RECORDS      | SHM-CD       | TKCA-10116                 | 紙ジャケット仕様                                                        | [ 49 ] [ 50 ] |
| 9   | 2015年6月17日  | リミックス盤 | 徳間ジャパン                   | AAC-LC       | -                          | デジタル・ダウンロード                                                  | [ 51 ]        |
| 10  | 2015年6月17日  | リミックス盤 | 徳間ジャパン                   | ハイレゾFLAC | -                          | デジタル・ダウンロード                                                  | [ 52 ]        |
| 11  | 2016年7月13日  | リミックス盤 | 徳間ジャパン／WAX RECORDS      | LP           | TKJA-10073                 | 180グラム重量盤                                                         | [ 53 ]        |
| 12  | 2024年6月5日   | オリジナル盤 | いぬん堂                       | CD           | WC-107                     |                                                                         | [ 54 ] [ 1 ]  |
| 13  | 2024年6月19日  | オリジナル盤 | いぬん堂                       | LP           | PLP-8100                   | 初回完全限定生産盤                                                      | [ 55 ]        |